# Tyimur Faritovics Arszlanov
Tyimur Faritovics Arszlanov (oroszul: Тимур Фаритович Арсланов) (Ufa, 1991. január 2. –) Európa-bajnok, világbajnoki bronzérmes orosz tőrvívó.